# Securidaca volubilis
Securidaca volubilis är en jungfrulinsväxtart som beskrevs av Carl von Linné. Securidaca volubilis ingår i släktet Securidaca och familjen jungfrulinsväxter. Inga underarter finns listade i Catalogue of Life.